# Ari Wegner
Ari Wegner (* 1984 in Melbourne) ist eine australische Kamerafrau.

## Leben
Ari Wegner wurde 1984 in Melbourne geboren und wuchs dort auf. Sie studierte Kamera am Victorian College of the Arts und besuchte in ihrem Abschlussjahr die Budapester Cinematography Masterclass bei Vilmos Zsigmond und John Schwartzman.
Hiernach nahm sie 2009 im Rahmen der Internationalen Filmfestspiele Berlin am Berlinale Talent Campus teil und arbeitete in der Folgezeit an Musikvideos, Dokumentationen und Werbespots, zunehmend später auch für Fernsehserien wie The Kettering Incident und Filme wie Lady Macbeth. Weitere Filmprojekte waren Das blutrote Kleid, Stray, Outlaws – Die wahre Geschichte der Kelly Gang und Zola. Wegner arbeitete als Kamerafrau für Jane Campions The Power of the Dog. Für ihre Arbeit erhielt sie 2022 eine Oscar-Nominierung in der Kategorie Beste Kamera. Sie war dabei die zweite Frau, die je in dieser Kategorie nominiert wurde.
Wegners nachfolgende Projekte waren der Historienthriller The Wonder von Sebastián Lelio und der Thriller Eileen von William Oldroyd.

## Filmografie (Auswahl)
- 2008: Hawker (Kurzfilm)
- 2013: Ruin
- 2016: The Kettering Incident (Fernsehserie, 8 Folgen)
- 2016: Lady Macbeth
- 2017: The Girlfriend Experience  (Fernsehserie, 9 Folgen)
- 2018: Das blutrote Kleid (In Fabric)
- 2018: Stray
- 2019: Outlaws – Die wahre Geschichte der Kelly Gang (True History of the Kelly Gang)
- 2020: Zola
- 2021: The Power of the Dog
- 2022: Das Wunder (The Wonder)
- 2023: Eileen
- 2024: Drive-Away Dolls

## Auszeichnungen (Auswahl)
American Society of Cinematographers Award
- 2022: Nominierung für die Beste Kamera – Kinofilm (The Power of the Dog)[6]

Australian Cinematographers Society Award
- 2010: Auszeichnung mit dem Victoria & Tasmania Silver Award – Fictional Drama Shorts (Hawker)
- 2010: Auszeichnung mit dem Victoria & Tasmania Gold Award – Fictional Drama Shorts / Cinema & TV (Lily)

British Academy Film Award
- 2022: Nominierung für die Beste Kamera (The Power of the Dog)

British Independent Film Award
- 2017: Auszeichnung für die Beste Kamera (Lady Macbeth)
- 2019: Nominierung für die Beste Kamera (Das blutrote Kleid)
- 2022: Nominierung für die Beste Kamera (The Wonder)[7]

Camerimage
- 2014: Nominierung für die Beste Kameradebütarbeit (Ruin)
- 2016: Nominierung für die Beste Pilotfolge (The Kettering Incident, „Anna“)

Critics’ Choice Movie Award
- 2022: Auszeichnung für die Beste Kamera (The Power of the Dog)

Independent Spirit Award
- 2022: Nominierung für die Beste Kamera (Zola)[8]

Los Angeles Film Critics Association Award
- 2021: Auszeichnung für die Beste Kamera (The Power of the Dog)[9]

Oscar
- 2022: Nominierung für die Beste Kamera (The Power of the Dog)

Satellite Award
- 2021: Nominierung für die Beste Kamera (The Power of the Dog)

Toronto International Film Festival
- 2021: Auszeichnung mit dem Variety Artisan Award (The Power of the Dog)[10]